# Norrent-Fontes
Norrent-Fontes é uma comuna francesa na região administrativa de Altos da França, no departamento de Pas-de-Calais. Estende-se por uma área de 5,7 km². Em 2010 a comuna tinha 1 409 habitantes (densidade: 247,2 hab./km²).